# 船橋市立八木が谷中学校
船橋市立八木が谷中学校（ふなばししりつ やきがやちゅうがっこう）は、千葉県船橋市八木が谷にある公立中学校。通称は「八木中」。

## 概要
畑や住宅街に囲まれた中学校。1学年6クラス程度あり生徒数も多い。
部活動が盛んで、全国大会出場等の成績を残した者もいる。

## 通学区域
八木が谷1丁目～5丁目、八木が谷町、みやぎ台1丁目～4丁目、高野台1丁目～5丁目、咲が丘1丁目～4丁目、三咲9丁目、三咲町119番地～144番地
また、この他に船橋市立御滝中学校の学区である三咲2丁目〜3丁目、二和東5丁目〜6丁目などから進学する者もいる。

## 出身者
- ヌンイラ華蓮（柔道家）
- 椎橋慧也（プロサッカー選手）
- 前田信吾（歯科医師・解剖学講師）
- 望月大希（プロ野球選手）
- 富松恵美（ブラジリアン柔術黒帯。元DEEP JEWELSストロー級暫定女王。)
- 濱村ゆかり（ソフトボール選手）